# Tony Smith (baloncestista)
Charles Anton "Tony" Smith (Wauwatosa, Wisconsin, 14 de junio de 1968) es un exjugador de baloncesto estadounidense que jugó nueve temporadas en la NBA, además de hacerlo en la CBA, en la liga italiana, la liga ACB y en diversas competiciones en Sudamérica. Con 1,90 metros de estatura, lo hacía en la posición de base.

## Trayectoria deportiva

### Universidad
Jugó durante cuatro temporadas con los Golden Eagles de la Universidad Marquette, en las que promedió 14,8 puntos, 4,1 rebotes y 4,1 asistencias por partido. Es el quinto máximo anotador de todos los tiempos de su universidad, conservando hoy en día el récord de anotación en una temporada (23,8 puntos por partido) y el de anotación en un partido, con 44 ante Wisconsin Badgers en 1990. Es además el único jugador en lograr más de 1000 puntos y 400 asistencias a lo largo de su carrera.

#### Estadísticas
| Año     | Equipo    | PJ  | PT | MPP  | %TC  | %3P  | %TL  | RPP | APP | ROB | TPP | PPP  |
| ------- | --------- | --- | -- | ---- | ---- | ---- | ---- | --- | --- | --- | --- | ---- |
| 1986–87 | Marquette | 29  | 24 | 24.9 | .534 | .333 | .753 | 3.3 | 2.1 | 1.4 | 0.4 | 8.0  |
| 1987–88 | Marquette | 28  | -  | 31.9 | .523 | .368 | .739 | 4.5 | 2.9 | 1.9 | 0.6 | 13.1 |
| 1988–89 | Marquette | 28  | 28 | 32.4 | .556 | .667 | .730 | 3.9 | 5.6 | 1.6 | 0.4 | 14.2 |
| 1989–90 | Marquette | 29  | -  | 39.0 | .495 | .414 | .856 | 4.7 | 5.8 | 1.8 | 0.6 | 23.8 |
| Total   | Total     | 114 | 52 | 32.4 | .521 | .430 | .785 | 4.1 | 4.1 | 1.7 | 0.5 | 14.8 |

### Profesional
Fue elegido en la quincuagésimo primera posición del Draft de la NBA de 1990 por Los Angeles Lakers, elección que había conseguido el equipo angelino al traspasar a Mike Smrek a los Spurs. Allí asumió su papel de reserva de los titulares Magic Johnson y Byron Scott, llegando a disputar en su primera temporada las Finales de la NBA en las que cayeron ante los Chicago Bulls de Michael Jordan por 4-1. Smith promedió esa temporada 3,7 puntos y 2,1 asistencias por partido.
Jugó cuatro temporadas más con los Lakers, ya con Magic retirado, siendo la más destacada de ellas la 1993-94, en la que fue titular en 31 partidos, promediando 8,8 puntos y 2,7 rebotes. En la temporada 1995-96 se convierte en agente libre, negociando su paso a los Phoenix Suns, quienes a mitad de temporada lo traspasarían a Miami Heat a cambio de Terrence Rencher, acabando la temporada en el equipo de Florida, promediando en total 5,1 puntos y 2,6 asistencias por partido.
Al año siguiente firmó con Charlotte Hornets, donde fue titular en la mitad de los partidos disputados, pero a pesar de ello promedió 5,0 puntos y 2,2 asistencias. En 1997 ficha por el TAU Cerámica de la liga ACB, pero solo disputa 9 partidos, en los que promedia 9,5 puntos y 3,1 asistencias, antes de ser cortado y reemplazado por Elmer Bennett.
Regresa a la NBA para fichar por Milwaukee Bucks, pero es despedido tres semanas después. Se marcha entonces a jugar al Londrina Apuel Sercomtel de Brasil, retornando a su país para fichar por los Rockford Lightning de la CBA, hasta que es nuevamente llamado por un equipo de la NBA, los Atlanta Hawks, con quienes firmó un contrato por 10 días, en los que disputó 6 partidos en los que promedió 2,8 puntos y 1,7 asistencias.
Vuelve entonces a Europa, fichando por el Vip Rimini de la liga italiana, pero tras disputar 5 partidos en los que promedia 14,6 puntos y 3,6 rebotes, regresa a su país sin comunicárselo al equipo. Tras jugar en los Guaiqueríes de Margarita de la liga venezolana y en el San Lázaro de República Dominicana, termina su carrera en los Phoenix Eclipse de la ABA.

## Estadísticas de su carrera en la NBA

### Temporada regular
| Año     | Equipo       | PJ  | PT | MPP  | %TC  | %3P  | %TL  | RPP | APP | ROB | TPP | PPP |
| ------- | ------------ | --- | -- | ---- | ---- | ---- | ---- | --- | --- | --- | --- | --- |
| 1990–91 | L. A. Lakers | 64  | 1  | 10.9 | .441 | .000 | .702 | 1.1 | 2.1 | 0.4 | 0.2 | 3.7 |
| 1991–92 | L. A. Lakers | 63  | 0  | 13.0 | .399 | .000 | .653 | 1.2 | 1.7 | 0.6 | 0.1 | 4.4 |
| 1992–93 | L. A. Lakers | 55  | 9  | 13.7 | .484 | .182 | .756 | 1.6 | 1.1 | 0.9 | 0.1 | 6.0 |
| 1993–94 | L. A. Lakers | 73  | 31 | 22.2 | .441 | .320 | .714 | 2.7 | 2.0 | 0.8 | 0.2 | 8.8 |
| 1994–95 | L. A. Lakers | 61  | 4  | 16.8 | .427 | .352 | .698 | 1.8 | 1.7 | 0.8 | 0.1 | 5.6 |
| 1995–96 | Phoenix      | 34  | 2  | 15.5 | .405 | .325 | .649 | 1.6 | 2.5 | 0.6 | 0.1 | 5.6 |
| 1995–96 | Miami        | 25  | 1  | 16.4 | .455 | .333 | .444 | 1.6 | 2.7 | 0.6 | 0.2 | 4.4 |
| 1996–97 | Charlotte    | 69  | 39 | 18.7 | .409 | .323 | .644 | 1.4 | 2.2 | 0.7 | 0.3 | 5.0 |
| 1997–98 | Milwaukee    | 7   | 0  | 11.4 | .333 | .000 | .750 | 1.0 | 1.4 | 0.7 | 0.3 | 2.7 |
| 2000–01 | Atlanta      | 6   | 0  | 13.0 | .348 | .000 | .500 | 0.5 | 1.7 | 1.2 | 0.0 | 2.8 |
| Total   | Total        | 457 | 87 | 16.0 | .431 | .307 | .690 | 1.6 | 1.9 | 0.7 | 0.2 | 5.5 |

### Playoffs
| Año     | Equipo       | PJ | PT | MPP  | %TC  | %3P  | %TL  | RPP | APP | ROB | TPP | PPP |
| ------- | ------------ | -- | -- | ---- | ---- | ---- | ---- | --- | --- | --- | --- | --- |
| 1990–91 | L. A. Lakers | 7  | 0  | 5.7  | .462 | .000 | .667 | 0.4 | 0.3 | 0.1 | 0.0 | 2.0 |
| 1991–92 | L. A. Lakers | 4  | 0  | 10.0 | .300 | .000 | .500 | 0.5 | 1.3 | 1.0 | 0.0 | 1.8 |
| 1992–93 | L. A. Lakers | 5  | 0  | 14.6 | .520 | .500 | .667 | 1.6 | 0.4 | 0.2 | 0.2 | 6.8 |
| 1994–95 | L. A. Lakers | 6  | 0  | 4.5  | .231 | .300 | .000 | 0.5 | 0.5 | 0.0 | 0.0 | 1.5 |
| 1995–96 | Miami        | 3  | 0  | 20.3 | .474 | .400 | .000 | 1.3 | 2.7 | 1.3 | 0.0 | 7.3 |
| 1996–97 | Charlotte    | 2  | 0  | 4.5  | .000 | .000 | .500 | 0.5 | 1.0 | 0.5 | 0.0 | 0.5 |
| Total   | Total        | 27 | 0  | 9.3  | .420 | .333 | .556 | 0.8 | 0.8 | 0.4 | 0.0 | 3.2 |